# SommerSummarum
SommerSummarum var et tv-program for børn, der blev sendt hver sommer på DR fra 2001 til 2017 i ugerne 27-31 fra 9-10 om formiddagen. Værterne skiftede fra år til år, men var typisk udvalgt blandt de mest populære værter på Ramasjang og Ultra

## Historie
Den første vært på programmet var den dengang 21-årige Robert Hansen, da SommerSummarum første gang blev sendt i sommeren 2001. Robert Hansen var i programmet sammen med hunden Walther og programmet blev anmmelderrost og var en stor succes sommeren over[kilde mangler]. Programmet havde dengang en bredere målgruppe og henvendte sig også til de større børn og unge, hvorimod programmet i dag hovedsageligt henvender sig til de mindste. Robert Hansen blev kun brugt af DR som vært på programmet én gang. Kanalen fyrede ham, idet han for tredje gang blev taget med kokain på lommen i december 2001. Herefter holdt programmet en pause på fire år og var først tilbage i sommeren 2005 med værterne Signe Muusmann og Nicolai Hansson.
Programmet har traditionelt været sendt fra Tiøren på Amager og Tangkrogen i Århus.
I 2015 er SommerSummarum på sommerturné til Helsingør, Ringkøbing, Langeland, Silkeborg og Øster Hurup. Joakim Ingversen er vært og har hver uge en ny medvært
Fra 2018 blev SommerSummarum lavet om til Sommer i Ramasjang.

## SommerSummarums værter
- 2001: Robert Hansen
- 2005: Nicolai Hansson og Signe Muusmann
- 2006: Nicolai Hansson og Iben Maria Zeuthen
- 2007: Jeppe Vig Finn og Sine Skibsholt
- 2008: Tim Terry og Sine Skibsholt
- 2009-2012: Mikkel Kryger Rasmussen og Sofie Linde Lauridsen
- 2013: Sofie Østergaard og Kristian Gintberg
- 2014: Sofie Østergaard
- 2015: Joakim Ingversen, Sofie Linde Lauridsen, Kalle, Rosa, Sofie Østergaard og Bubber
- 2016: Bubber og Silja
- 2017: Silja, Rasmus Ott, Kristian Gintberg, Victor Lander, Bubber og Isabel Ndiaye
- 2018: Katrine Bille og Øvst (Dukkefører: Thomas Roos) (Sommer i Ramasjang)
- 2019: Victor Lander og Isabel Ndiaye (Sommer i Ramasjang)

## Temaer
Programmet behandler dagligt et nyt tema, og der afvikles lege, der har med emnet at gøre, og der interviewes en der arbejder med emnet. Af emner der har været oppe kan nævnes bl.a. det ydre rum, blindhed og tegneserier. Programmet har dog også faste lege som enten er pr. telefon eller direkte.